# Tagagawik River
Der Tagagawik River ist ein etwa 250 km langer linker Nebenfluss des Selawik River im Nordwesten des US-Bundesstaats Alaska.

## Verlauf
Der Tagagawik River entspringt in den Nulato Hills auf einer Höhe von 500 m. Er strömt in nördlicher Richtung entlang der Westflanke des Gebirgszugs und erreicht die Kotzebue-Kobuk-Tiefebene. Der Tagagawik River bildet entlang seinem Lauf zahlreiche Mäander und Altarme aus. Er erreicht schließlich nach etwa 150 Kilometern Fließstrecke, 45 Kilometer ostsüdöstlich von der Siedlung Selawik, den Selawik River. Sein Einzugsgebiet umfasst etwa 4000 km².

## Name
Der Flussname leitet sich von einem überlieferten Eskimonamen ab.